# Rembrandt (cheval)
Pour les articles homonymes, voir Rembrandt (homonymie).
Rembrandt (né le 15 mars 1977, mort le 30 octobre 2001), surnommé Remmy, est un cheval hongre bai foncé du stud-book Westphalien, monté en compétitions de dressage par Nicole Uphoff. Le couple, né et entraîné en Allemagne, remporte quatre médailles d'or olympiques, ainsi que trois d'or et une d'argent aux Jeux équestres mondiaux, et de nombreux Grands Prix internationaux. Bien connu pour être un cheval sensible sujet au stress, Rembrandt se fait remarquer par son élégance et son expression sur les terrains de dressage, ce qui lui vaut de devenir l'un des chevaux les plus titrés dans ce sport.

## Histoire
Rembrandt naît le 15 mars 1977 à l'élevage de Herbert de Baey, en Allemagne. Il est acquis à l'âge de trois ans, en 1981, par Jürgen Uphoff, le père de la cavalière Nicole Uphoff, qui souhaite une monture pour sa fille de 14 ans. Rembrandt est trop difficile à gérer pour elle, il est envoyé à l'entraînement chez Klaus Balkenhol, un entraîneur de dressage réputé qui découvre le potentiel du cheval et conseille aux Uphoff de le garder, malgré sa sensibilité et son stress.
En 1985, Rembrandt et Uphoff commencent à concourir en épreuves jeunes cavaliers. À partir de 1986, le couple est coaché par Uwe Schulten-Baumer, un entraîneur de dressage réputé. 
Rembrandt remporte son premier grand prix en 1987 à Lausanne, au Chalet-à-Gobet. Cette même année, le couple est sacré champion d'Europe des jeunes cavaliers, en italie.
Il participe aux Jeux équestres mondiaux de 1990.
Il meurt à l'âge de 24 ans, après cinq ans de retraite.

## Palmarès
Rembrandt est l'un des chevaux les plus titrés et les plus exceptionnels de l'histoire du dressage. Au total, avec sa cavalière Nicole Uphoff, il a gagné treize médailles d'or et deux d'argent dans des grands championnats ainsi que trois titres nationaux.
- 1988 : Médaille d'or individuelle aux Jeux olympiques de Séoul[1]
- 1992 : Médaille d'or individuelle aux Jeux olympiques de Barcelone[1]

## Description
Rembrandt est un cheval hongre de robe bai foncé, du stud-book westphalien. Il toise 1,66 m au garrot. Il présente l'allure caractéristique d'un Pur-sang ou d'un Anglo-arabe, avec une grande légèreté.

## Origines
Rembrandt a pour ascendants l'étalon Pur-sang Romadour II, et la jument Westphalien Adone. Romadour II est un fameux étalon de croisement dans le stud-book Westphalien durant les années 1970. Adone est la pleine sœur d'Ahlerich, un cheval de dressage très célèbre sous la selle de Reiner Klimke.